# Clermont-i Szent Ábrahám
Clermont-i Szent Ábrahám vagy Szent Ábrahám apát (? – 476 vagy 477) katolikus szent.
Szíriában, az Eufrátesz vidékén született. Fiatalon Egyiptomba indult, hogy az anakhoréták közé lépjen. Nem ismert, hogy mennyi időt töltött köztük, életéről a következő megbízható adat az, hogy visszatérésekor a határon elfogták, megkínozták és bebörtönözték, mivel ez a szászánidák keresztényüldözéseinek ideje volt. Öt évet töltött fogságban. Életrajzírója, Tours-i Szent Gergely szerint ekkor nyugatra indult, s végül Arverni (ma: Clermont) püspöki város mellett állapodott meg. A városfal mellett kunyhót épített, hogy a szíriai és egyiptomi anakhoréták mintájára magányosan éljen. Hamarosan sok tanítvány szegődött mellé, akik monostort építettek, amelyet Szent Cyriacusról (3. századi keresztény vértanú) neveztek el, s apátul Ábrahámot választották. 473-ban újabb monostor épült, amelyben 476-ban vagy 477-ben elhunyt.